# Drosera porrecta
Drosera porrecta es una especie de planta perenne tuberosa  perteneciente al género de plantas carnívoras Drosera. 

## Descripción
Crece hasta los 45 cm de altura.  La floración se da de julio a septiembre.

## Distribución y hábitat
Es endémica de Australia Occidental, en una región de Eneabba y Marchagee sur en un área alrededor de Pinjarra, incluido el Darling Range y Mount Cooke. Crece en suelos bien drenados de arena.

## Taxonomía
Drosera porrecta fue formalmente descrita por primera vez por Johann Georg Christian Lehmann en 1844, aunque se ha publicado su posición como una subespecie de D. stolonifera. Las diferencias en la morfología y la ausencia de híbridos entre D. stolonifera y D. porrecta sugieren que el nivel de especie de la denominación actual es la opción más adecuada para este taxón. Fue publicado en Das Pflanzenreich IV. 112(Heft 26): 80–81, f. 30F–J. 1906.
Etimología
Drosera: tanto su nombre científico –derivado del griego δρόσος (drosos): "rocío, gotas de rocío"– como el nombre vulgar –rocío del sol, que deriva del latín ros solis: "rocío del sol"– hacen referencia a las brillantes gotas de mucílago que aparecen en el extremo de cada hoja, y que recuerdan al rocío de la mañana.
porrecta: epíteto
Sinonimia
- Drosera stolonifera subsp. porrecta (Lehm.) N.G.Marchant & Lowrie, Kew Bull. 47: 320 (1992).
- Sondera porrecta (Lehm.) Chrtek & Slavíková, Novit. Bot. Univ. Carol. 13: 44 (1999 publ. 2000).[3]